# John McTiernan
John McTiernan Jr. (Albany, 8 de janeiro de 1951) é um realizador diretor de cinema dos Estados Unidos. Dirigiu produções de renome como Predador e Duro de Matar.

## Filmografia
- 2003 - Basic
- 2002 - Rollerball
- 1999 - Thomas Crown, a Arte do Crime
- 1999 - O 13º Guerreiro
- 1995 - Duro de Matar: A Vingança
- 1993 - O Último Grande Herói
- 1992 - O curandeiro da Selva
- 1990 - A Caçada ao Outubro Vermelho
- 1988 - Duro de Matar
- 1987 - Predador
- 1986 - Nomads